# Partido del Congreso de Malaui
El Partido del Congreso de Malaui (MCP) es un partido político de la República de Malaui. Se formó como un partido sucesor del prohibido Congreso Africano de Nyasalandia cuando el país, entonces conocido como Nyasalandia, estaba bajo el dominio británico. El MCP, bajo Hastings Banda, presidió la independencia de Malaui en 1964, y de 1966 a 1993 fue el único partido legal en el país. Siguió siendo una fuerza importante en el país desde que perdió el poder, recibiendo siempre aproximadamente el 30% del voto nacional. En 2020 regresó al poder tras la victoria electoral de su líder Lazarus Chakwera.

## Historia
El Partido del Congreso de Malaui fue el sucesor del Congreso Africano de Nyasalandia (NAC), que fue prohibido en 1959. El MCP fue fundado en 1959 por Orton Chirwa, el primer abogado africano de Nyasalandia, poco después de su liberación de la prisión de Gwelo juntos con otros líderes de la NAC, incluidos Aleke Banda y S. Kamwendo, de acuerdo con Hastings Kamuzu Banda, que permaneció en prisión. El propósito de lanzar el NAC original para formar el MCP era la necesidad de una operación libre, ya que NAC era un partido prohibido en ese momento.
Orton Chirwa se convirtió en el primer presidente de MCP, y más tarde fue sucedido por Hastings Banda después de ser liberado de la prisión de Gwelo. Banda continuó ejerciendo la Presidencia del Partido hasta su muerte en 1997.
En las elecciones de Nyasalandia de 1961, el MCP ganó todos los escaños en la legislatura y más tarde llevó a Nyasalandia a la independencia como Malaui en 1964. Cuando Malaui se convirtió en una república en 1966, el MCP fue declarado formalmente como el único partido legal. Durante los siguientes 27 años, el gobierno y el MCP fueron efectivamente uno solo. Todos los ciudadanos adultos debían ser miembros del partido. Tenían que llevar 'tarjetas de partido' en sus billeteras en todo momento.
El MCP perdió su monopolio del poder en un referéndum de 1993 y fue derrotado en las primeras elecciones libres del país el año próximo. Estuvo en la oposición desde entonces, pero sigue siendo una fuerza importante en la política de Malaui. Es más fuerte en la región central, poblada por personas de etnia chewa y nyanja. En 2020 regresó al poder tras la victoria electoral de su líder Lazarus Chakwera.

## Presidentes
| Presidente       | Inicio | Fin  |
| ---------------- | ------ | ---- |
| Hastings Banda   | 1964   | 1994 |
| Gwanda Chakuamba | 1994   | 2003 |
| John Tembo       | 2003   | 2013 |
| Lazarus Chakwera | 2013   |      |

## Historia electoral

### Elecciones presidenciales
|  | 33.44 % |

|  | 45.17 % |

|  | 28.22 % |

|  | 30.49 % |

|  | 27.84 % |

|  | 35.41 % |

|  | 59.34 % |

### Elecciones parlamentarias
|  | 94.47 % |

|  | 100.00 % |

|  | 100.00 % |

|  | 100.00 % |

|  | 100.00 % |

|  | 33.69 % |

|  | 33.81 % |

|  | 24.85 % |

|  | 12.94 % |

|  | 17.37 % |

|  | 22.32 % |